# Prism: Light the Way
Prism: Light the Way est un jeu vidéo de puzzle développé par Morpheme Game Studios et édité par Eidos Interactive, sorti en 2007 sur Windows, Nintendo DS, J2ME et iOS.

## Accueil
- Jeuxvideo.com : 13/20[1]